# ماتيو موريسون
ماتيو موريسون هو كاتب دومينيكاني، ولد في 14 أبريل 1946 في سانتو دومينغو في جمهورية الدومينيكان.